# پت والش
پت والش (انگلیسی: Pat Walshe؛ ‏ ۲۶ ژوئیهٔ ۱۹۰۰ – ۱۱ دسامبر ۱۹۹۱) بازیگر و هنرمند سیرک اهل ایالات متحده آمریکا بود. وی بین سال‌های ۱۹۱۰ تا ۱۹۷۹ میلادی فعالیت می‌کرد.
از فیلم‌ها یا برنامه‌های تلویزیونی که وی در آن نقش داشته‌است، می‌توان به جادوگر شهر از، روزانا مک‌کوی و ۱۹۴۱ اشاره کرد.